# Saint-Jorioz
Saint-Jorioz este o comună în departamentul Haute-Savoie din sud-estul Franței. În 2009 avea o populație de 5.716 de locuitori.

## Evoluția populației
| An        | 1975  | 1982  | 1990  | 1999  | 2006  | 2009  |
| --------- | ----- | ----- | ----- | ----- | ----- | ----- |
| Populație | 2.446 | 3.344 | 4.178 | 5.002 | 5.644 | 5.716 |